# Kirk (serie televisiva)
Kirk  è una serie televisiva statunitense in 32 episodi cui 31 trasmessi per la prima volta nel corso di 2 stagioni dal 1995 al 1996. È una sitcom familiare con protagonista Kirk Cameron nel ruolo di Kirk Hartman.

## Trama
Kirk Hartman è un ventiduenne aspirante fumettista da poco laureatosi che vive nel Greenwich Village. Quando sua zia decide di trasferirsi in Florida per sposarsi, Kirk viene lasciato da solo con i suoi fratelli minori e la sorella di cui dovrà prendersi cura.

## Personaggi e interpreti
- Kirk Hartman (31 episodi, 1995-1996), interpretato da Kirk Cameron.
- Elizabeth Waters (31 episodi, 1995-1996), interpretata da Chelsea Noble.
- Eddie Balducci (31 episodi, 1995-1996), interpretato da Louis Vanaria.
- Cory Hartman (31 episodi, 1995-1996), interpretato da Will Estes.
- Phoebe Hartman (31 episodi, 1995-1996), interpretata da Taylor Fry.
- Russell Hartman (31 episodi, 1995-1996), interpretato da Courtland Mead.
- Sally (31 episodi, 1995-1996), interpretata da Debra Mooney.
- Serena (2 episodi, 1996), interpretata da Tangie Ambrose.
- Marco (2 episodi, 1996), interpretato da Phil Buckman.
- Croupier (2 episodi, 1996), interpretato da Allan Kolman.
- Dottor Grace Turnbull (2 episodi, 1996), interpretato da Pamela Kosh.
- Cynthia (2 episodi, 1996), interpretata da Janna Levinstein.
- Marylee Waters (2 episodi, 1996), interpretata da Kathleen Noone.
- Dottor Arthur Bacanovic (2 episodi, 1996), interpretato da Richard Riehle.
- Julia (2 episodi, 1996), interpretata da Cari Shayne.
- Gina (2 episodi, 1996), interpretata da Tracy Vilar.

## Produzione
La serie, ideata da Ross Brown, fu prodotta da Warner Bros. Television e girata negli studios della Warner Brothers a Burbank in California. Le musiche furono composte da Steven Chesne.

### Registi
Tra i registi sono accreditati:
- William Bickley in un episodio (1995)
- Scott Baio
- Richard Correll
- James Hampton
- Steve Muscarella
- Joel Zwick

### Sceneggiatori
Tra gli sceneggiatori sono accreditati:
- Fred A. Wyler in 5 episodi (1995-1996)
- Ross Brown in un episodio (1995)

## Distribuzione
La serie fu trasmessa negli Stati Uniti dal 23 agosto 1995 al 10 novembre 1996 sulla rete televisiva The WB Television Network. In Italia è stata trasmessa dal 1998 su Italia 1 con il titolo Kirk.
Alcune delle uscite internazionali sono state:
- negli Stati Uniti il 23 agosto 1995 (Kirk)
- in Francia il 10 febbraio 1997
- in Italia (Kirk)

## Episodi
| Stagione         | Episodi | Prima TV USA |
| ---------------- | ------- | ------------ |
| Prima stagione   | 21      | 1995-1996    |
| Seconda stagione | 11      | 1996         |